# Ypthima arctous
Ypthima arctous är en fjärilsart som beskrevs av Fabricius 1775. Ypthima arctous ingår i släktet Ypthima och familjen praktfjärilar. Inga underarter finns listade i Catalogue of Life.